# 伊比里特
伊比里特是巴西米纳斯吉拉斯州的一个市镇。总面积73.027平方公里，总人口148535人，人口密度2034人/平方公里。